# Terry Ronald LaValley

Wappen von Terry Ronald LaValley

Terry Ronald LaValley (* 26. März 1956 in Plattsburgh) ist ein US-amerikanischer Geistlicher und Bischof von Ogdensburg im Bundesstaat New York.

## Leben
Terry Ronald LaValley empfing am 27. Februar 1988 die Diakonenweihe und der Bischof von Ogdensburg, Stanislaus Joseph Brzana, weihte ihn am 24. September 1988 zum Priester.
Papst Benedikt XVI. ernannte ihn am 23. Februar 2010 zum Bischof von Ogdensburg. Der Erzbischof von New York, Timothy Michael Dolan, spendete ihm am 30. April desselben Jahres die Bischofsweihe; Mitkonsekratoren waren Robert Joseph Cunningham, Bischof von Syracuse, und Paul Stephen Loverde, Bischof von Arlington.